# Stor-Gässelkuppen
Stor-Gässelkuppen är en sjö i Älvdalens kommun i Dalarna och ingår i Dalälvens huvudavrinningsområde.